# Bloodstone: An Epic Dwarven Tale
A Bloodstone egy 1993-as high fantasy számítógépes szerepjáték amit a Mindcraft Software fejlesztett és adott ki. A játék a The Magic Candle sorozat előzménye és a Magic Candle III motort használja.
A játék úgy kezdődik, hogy a főszereplő klánját (férfinál „Danat”, míg nőnél „Danta” az alapértelmezett név) megtámadja a gonosz Taldor. A Taldorok goblinszerű lények amelyeket erőszakos vérszomjjal átkoztak meg. A játék fő feladata, hogy a játékos visszaszerezze Khamalkhad-ot és csatlakozzon észak és dél háborúzó törzseihez.
A játékos elmehet különböző pihenőhelyekre ahol különböző istenekkel beszélgethet, hogy ezzel növelje a képességeit. A játékban Tlengle (Lizardfolk) emberek, törpék, Taladorok, mágusok és amzonok találhatóak.

## Fordítás
- Ez a szócikk részben vagy egészben a Bloodstone: An Epic Dwarven Tale című angol Wikipédia-szócikk fordításán alapul.  Az eredeti cikk szerkesztőit annak laptörténete sorolja fel. Ez a jelzés csupán a megfogalmazás eredetét és a szerzői jogokat jelzi, nem szolgál a cikkben szereplő információk forrásmegjelöléseként.

## Külső hivatkozások
- A Bloodstone a MobyGames-en